# Дмитриевка 1-я
Дми́триевка 1-я — деревня Меньшеколодезского сельского поселения Долгоруковского района Липецкой области.

## Название
Законом Липецкой области от 11 ноября 2015 года № 463-ОЗ Дмитриевка Первая переименована в Дмитриевку 1-ю.

## География
Деревня Дмитриевка 1-я находится в южной части Долгоруковского района, в 10 км к югу от райцентра Долгоруково. Располагается на берегах небольшого ручья притока реки Лух.

## История
Дмитриевка 1-я известна с последней четверти XIX века. В основе названия личное мужское имя возможно первого поселенца или владельца. Имела другое название — «Воропановка».
В 1905 году деревня «Воропановка» отмечается в приходе Сергиевской церкви села Меньшой Колодезь.
Дмитриевка 1-я упоминается в переписи населения СССР 1926 года, в ней 36 дворов, 196 жителей. В 1932 году — 195 жителей.
С 1928 года в составе вновь образованного Долгоруковского района Елецкого округа Центрально-Чернозёмной области. После разделения ЦЧО в 1934 году Долгоруковский район вошёл в состав Воронежской, в 1935 — Курской, а в 1939 году — Орловской области. С 6 января 1954 года в составе Долгоруковского района Липецкой области.

## Население
| 2010 |
| ---- |
| 23   |

## Транспорт
Асфальтированными дорогами связана с селом Меньшой Колодезь, деревнями Большой Колодезь и Ивановка 2-я. Грунтовой дорогой с посёлком Михайловским.
В 8 км к северо-западу находится железнодорожная станция Ост. плат. 479 км (линия Елец — Валуйки ЮВЖД).